# Фестиваль Fantasporto 1995 года
15-й фестиваль фантастических фильмов «Fantasporto» (порт. XV Festival Internacional de Cinema Fantástico - Mostra de Cinema Fantástico) проходил с 3 по 12 февраля 1995 года в городе Порту (Португалия).

## Лауреаты и номинанты
Лучший фильм
- Победитель
  - Неглубокая могила / Shallow Grave (реж. Дэнни Бойл)
- Номинанты
  - Смерть и девушка / Death and the Maiden (реж. Роман Полански)
  - Настоящая любовь / True Romance (реж. Тони Скотт)
  - Андре / Andre (реж. Джордж Т. Миллер)
  - Атака 50-футовой женщины / Attack of the 50 Ft. Woman (реж. Кристофер Гест)
  - Шутник / Funny Man (реж. Саймон Спрэклинг)
  - Человек-схема 2 / Plughead Rewired: Circuitry Man II (реж. Роберт Лови, Стивен Лови)
  - Маска / The Mask (реж. Чак Рассел)
  - Повелитель страниц / The Pagemaster (реж. Джо Джонстон, Пиксоут Хант)
  - Бесконечная история 3 / The Neverending Story III (реж. Питер Макдональд)
  - Звёздные врата / Stargate (реж. Роланд Эммерих)
  - Кошмар на улице Вязов 7: Новый кошмар / New Nightmare (реж. Уэс Крэйвен)
  - The Making of '…And God Spoke' (реж. Артур Борман)
  - В пасти безумия / In the Mouth of Madness (реж. Джон Карпентер)
  - Убить Зои / Killing Zoe (реж. Роджер Эвери)
  - Шоппинг / Shopping (реж. Пол У. С. Андерсон)
  - Когда-то они были воинами / Once Were Warriors (реж. Ли Тамахори)
  - Очень много / Halbe Welt (реж. Флориан Фликер)
  - Аккумулятор / Akumulátor 1 (реж. Ян Сверак)
  - Урок Фауста / Faust (реж. Ян Шванкмайер)
  - Ночное дежурство / Nattevagten (реж. Уле Борнедаль)
  - Чистый, бритый / Clean, Shaven (реж. Лодж Керриган)
  - Парень встречает девушку / Boy Meets Girl (реж. Рэй Брэйди)
  - Швы / Suture (реж. Скотт МакГихи, Дэвид Сигел)
  - Bai fa mo nu zhuan (реж. Ронни Ю)
  - Beg! (реж. Роберт Голден)
  - Мёртвая мать / La madre muerta (реж. Хуанма Бахо Ульоа)
  - Krvavý román (реж. Ярослав Брабец)
  - Тёмные воды (реж. Мариано Баино)
  - ДеГрадация (Поколение) / DeGenerazione (реж. Антонио Антонелли, Азия Ардженто, Pier Giorgio Bellocchio, Элеонора Фьорини, Alex Infascelli, Антонио Манетти, Марко Манетти, Андреа Маула, Andrea Prandstraller, Альберто Таральо, Alessandro Valori)
  - Хустино: Пенсионер-убийца / Justino, un asesino de la tercera edad (реж. Сантьяго Агиляр)

- Лучший режиссёр — Хуанма Бахо Ульоа за фильм «Мёртвая мать»
- Лучший сценарий — Уэс Крэйвен за сценарий к фильму «Кошмар на улице Вязов 7: Новый кошмар»
- Лучший актёр — Карра Элехальде за роль в фильме «Мёртвая мать»
- Лучшая актриса — Рина Оуэн за роль в фильме «Когда-то они были воинами»
- Лучшие спецэффекты — «Урок Фауста» — Ян Шванкмайер
- Лучший короткометражный фильм — «Bout d’essai» — реж. Фридерик Дарье
- Специальная премия жюри — «Чистый, бритый» — реж. Лодж Керриган
- Directors' Week Award — «Чистый, бритый» — реж. Лодж Керриган
- Directors' Week Award — Special Mention — «Перегруженные» / Loaded — реж. Анна Кэмпион
- Приз критики — «В пасти безумия» / In the Mouth of Madness — реж. Джон Карпентер
- Приз критики — Специальное упоминание — «Когда-то они были воинами» / Once Were Warriors — реж. Ли Тамахори
- Приз зрителей — «Мёртвая мать» / La madre muerta — реж. Хуанма Бахо Ульоа
- Special Career Award — Бен Кингсли